# Oleksandr Zats
Oleksandr Zats (em ucraniano:  Зац Олександр Вікторович; nascido a 8 de setembro de 1976) é um político ucraniano que serve como Deputado na Ucrânia nos 5º, 6º e 7º parlamentos e membro do Partido das Regiões.